# Дем'яненко Владислав Олексійович
Владислав Олексійович Дем'яненко (16 травня 1945) — український дипломат. Надзвичайний та Повноважний Посол України.

## Біографія
Закінчив Харківське вище командно-інженерне училище (1969), Московську військово-дипломатичну академію (1978).
У 1978—1982 рр. — 3-й секретар Постійного представництва України при ООН,
У 1984—1986 рр. — 2-й секретар Постійного представництва СРСР при ООН.
У 1986—1990 рр. — помічник начальника військової частини Прикарпатського військового округу (Львів);
У 1990—1991 рр. — заступник директора кіностудії «Мосфільм»;
У 1991—1992 рр. — віце-президент багатогалузевої міжнародної асоціації «Новид» (Москва);
У 1993—1996 рр. — радник Управління контролю над озброєнням і роззброєнням МЗС України,
У 1993—1994 рр. — в. о. завідувача відділу обмеження стратегічних озброєнь і ядерного роззброєння,
У 1994—1996 рр. — заступник начальника Управління;
У 1996—1999 рр. — радник Посольства України в Південно-Африканській Республіці;
У 2000—2002 рр. — заступник начальника Управління контролю над озброєнням та військово-технічного співробітництва МЗС України. 9-20 липня 2001 року член делегації України під час роботи Конференції ООН з проблем незаконної торгівлі легкими озброєннями і стрілецькою зброєю (м.Нью-Йорк, США).
У 2002 році — радник-посланник Посольства України в Японії;
У 2002—2003 рр. — інспектор Комісії ООН з моніторингу, верифікації та інспекцій в Іраку;
У 2003—2005 рр. — радник-посланник Посольства України в Японії.
З 03.2005 по 02.04.2009 — Надзвичайний та Повноважний Посол України в Ефіопії.
З 21.06.2006 по 02.04.2009 — Надзвичайний та Повноважний Посол України в Кенії за сумісництвом.
З 10.11.2006 по 02.04.2009 — Надзвичайний та Повноважний Посол України в Уганді за сумісництвом.